# 四大名镇
四大名镇是中国明清时期商品经济发达的四座城镇之合称，包括：
- 江西景德镇，以青花瓷器闻名世界，号称“瓷都”。
- 河南朱仙镇，古代为北方地区水陆交通和商贸重地。以民间传统工艺木版年画闻名。
- 湖北汉口镇，水陆交通枢纽，明清商贾繁荣，有“楚中第一繁盛，九省通衢”之美誉。
- 广东佛山镇，明清时为南方手工业重镇。

## 其它
- 冀东四大名镇